# Britta Heidemann
Britta Heidemann (Colônia, 22 de dezembro de 1982) é uma esgrimista de espada alemã.
Em 13 de agosto de 2008, Heidemann ganhou a medalha de ouro nos Jogos Olímpicos de Verão de 2008 na modalidade Espada individual.
Heidemann é estudante da Universidade de Colônia e vive em Leverkusen.